# کستوبال

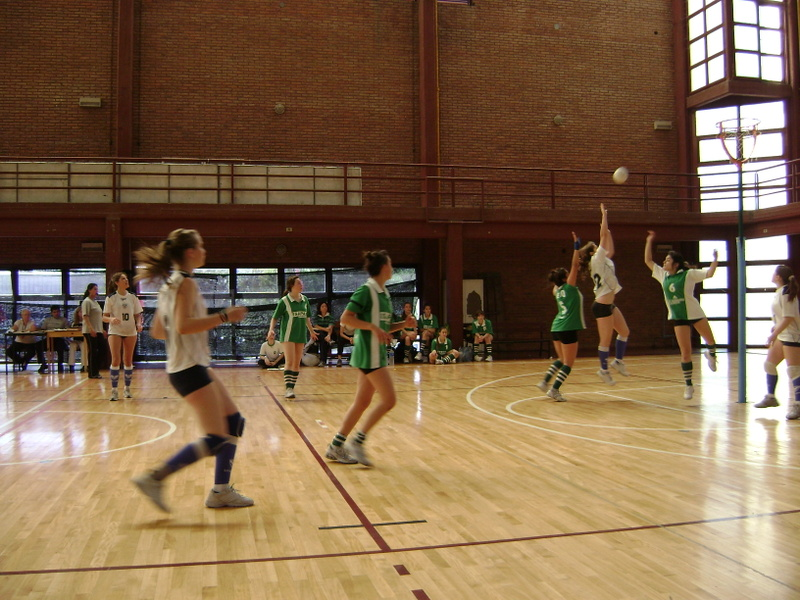
یک بازی کستوبال

کِستوبال (به اسپانیایی: cestoball) ورزشی مشابه کرفبال و نت بال است که در ابتدا در آرژانتین بازی می‌شد.